# Prinz-Georg-Straße 11

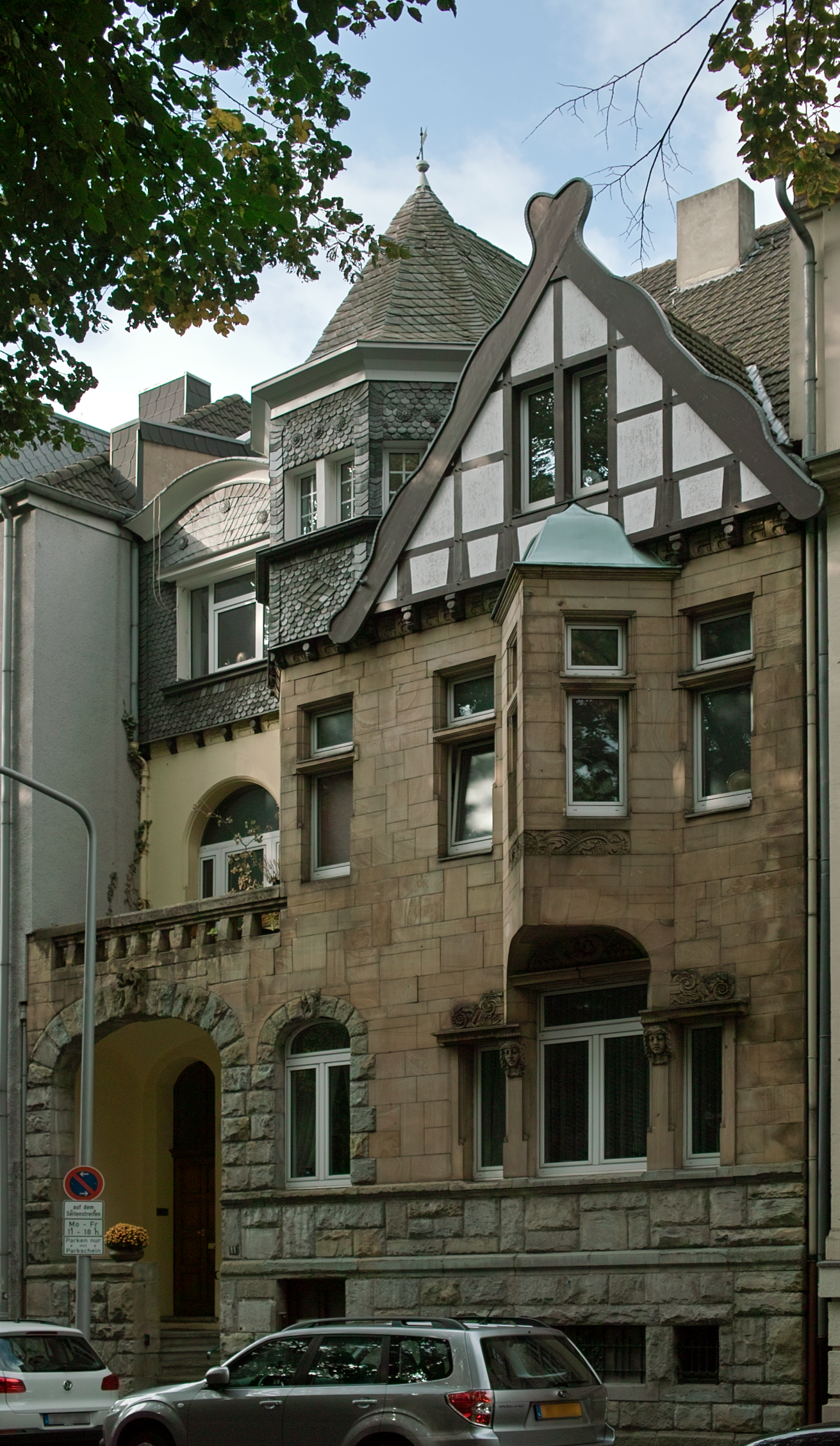
Haus Prinz-Georg-Straße 11 (2012)

Das Gebäude Prinz-Georg-Straße 11 in Düsseldorf-Pempelfort wurde von 1906 bis 1907 nach Entwürfen des Architekten Peter Hoenigs erbaut. 1925 wurde das Erdgeschoss umgebaut und erweitert. Nachdem im Zweiten Weltkrieg das Dachgeschoss beschädigt worden war, musste es erneuert werden. Am 20. August 1985 wurde das Gebäude unter Denkmalschutz gestellt.
Das Gebäude wird der Neorenaissance zugeordnet. Architektonische Details dabei sind die Rustikaverblendung, die Loggia, der dreieckige Erker, eine dreigeteilte Fenstergruppe, die Pfeiler schmückenden Konsolenköpfe und Ornamente, steinerne Kämpfer, ein Fachwerkgiebel sowie ein verschieferter Turm:

„[…] Die Fassade des Hauses ist stark gegliedert. Die Rustikaverblendung des Sockels ist bis zu den Fensterbänken des Erdgeschosses und um die Eingangsloggia hochgezogen. Die Loggia öffnet sich links in der Fassade. Im Sockelbereich treten hier zwei kleine, rundbogige Fenster auf. Eine geschwungene Treppe führt in der verputzten Loggia zur Tür. Rechts daneben befindet sich ein Fenster. In der Mitte der Fassade wird das Sockelgeschoss durch eine Tür erschlossen. Rechts belichten kleinere Fenster den Sockel. Über dem Eingang springt die Fassade zurück und zeigt einen Balkon mit rundbogigem Zugang. Hier ist die Wandfläche verputzt, während ansonsten die Fassade eine Natursteinverblendung zeigt. Rechts tritt ein Erker über dreieckigem Grundriss vor das Obergeschoss. Er setzt über einer dreigeteilten Fenstergruppe an. Konsolenköpfe und Ornamente schmücken hier die Pfeiler. In der Mitte des Erdgeschosses tritt ein korbbogiges Fenster auf. Die Obergeschossfenster haben steinerne Kämpfer. Zum Balkon ist die Fassade abgeschrägt. Ein Fachwerkgiebel, in der Mitte ein verschieferter Turm und links eine verschieferte, geschweifte Gaupe gliedern das Dachgeschoss.“